# Yegor Yevdokimov
Yegor Viktorovich Yevdokimov, más conocido como Yegor Yevdokimov (Cheliábinsk, 9 de marzo de 1982) es un exjugador de balonmano ruso que jugaba de pívot. Fue un componente de la selección de balonmano de Rusia.
Con la selección ha disputado 91 partidos y ha marcado 133 goles.
En España es conocido por su paso por el Club Balonmano Ciudad Real entre los años 2009 y 2011.

## Palmarés

### Chejovskie Medvedi
- 1 Recopa de Europa: 2006
- 6 Liga de Rusia de balonmano: 2005, 2006, 2007, 2008, 2009,  2013
- 3 Copa de Rusia de balonmano: 2006, 2009,  2013

### Ciudad Real
- Liga Asobal (1): 2010
- Copa del Rey de Balonmano (1): 2011
- Copa ASOBAL (1): 2011
- Mundialito de clubes (1): 2010

### Dinamo Minsk
- Liga de Bielorrusia de balonmano (1): 2012

### Motor Zaporozhye
- Liga de Ucrania de balonmano (2): 2014, 2015

## Clubes
- Chejovskie Medvedi (2004-2009)
- BM Ciudad Real (2009-2011)[2]
- HC Dinamo Minsk (2011-2012)
- Chejovskie Medvedi (2012-2014)
- Motor Zaporozhye (2014-2015)
- ? (2015-2017)
- Spartak de Moscú (2017-2020)
- Parnassos Strovolou (2020-2021)